# Karamojaapalis
Karamojaapalis (Apalis karamojae) är en fågel i familjen cistikolor inom ordningen tättingar.

## Utseende och läten
Karamojaapalisen är en liten (12–13 cm) sångare som hittas i buskmarker. Den har gråaktig ovansida, mörka vingar och stjärt, och vit till smutsvit undersida. Diagnostiskt är en smal, vit vingpanel på de inre handpennorna. Den har vidare ett ljust tygelstreck och mycket synliga vita yttre stjärtpennor när den sprider stjärten och vippar den sidledes. Sången är gäll och musikalisk och framförs i en välsynkroniserad duett.

## Utbredning och systematik
Karamojaapalis förekommer enbart i bergstrakter i norra Uganda. Tidigare inkluderades massajapalis (A. stronachi) i arten, men denna urskiljs sedan 2024 som egen art.

### Familjetillhörighet
Cistikolorna behandlades tidigare som en del av den stora familjen sångare (Sylviidae). Genetiska studier har dock visat att sångarna inte är varandras närmaste släktingar. Istället är de en del av en klad som även omfattar timalior, lärkor, bulbyler, stjärtmesar och svalor. Idag delas därför Sylviidae upp i ett antal familjer, däribland Cisticolidae.

## Status och hot
Artens levnadsmiljö fragmentiseras i ökande takt på grund av omvandling för jordbruks- och boskapsändamål, vilket tros påverka beståndet negativt. Internationella naturvårdsunionen IUCN kategoriserar arten som sårbar. Världspopulationen tros bestå av 6000 och 15000 vuxna individer. Notera dock att IUCN inkluderar massajapalisen i bedömningen.

## Namn
Fågelns svenska och vetenskapliga namn syftar på regionen Karamoja i nordöstra Uganda.